# Julienne
El Julienne o Ruisseau de Sainte-Julienne és un riu de Bèlgica. Neix a Retinne, un nucli de Fléron, passa per Saive, Housse i desemboca al Mosa a Argenteau. Des de l'antiga Casa de la Vila està entubat per passar sota la carretera, el ferrocarril, l'autopista E25 i la dàrsena del Port d'Argenteau. Poc abans de la desembocadura, forma uns estanys artificials excavats als anys 1960 que formen un lloc de passeig encantador. La ciutat de Visé hi va arreglar un parc públic d'uns 80 hectàrees: el Domaine de la Julienne.

## Galeria

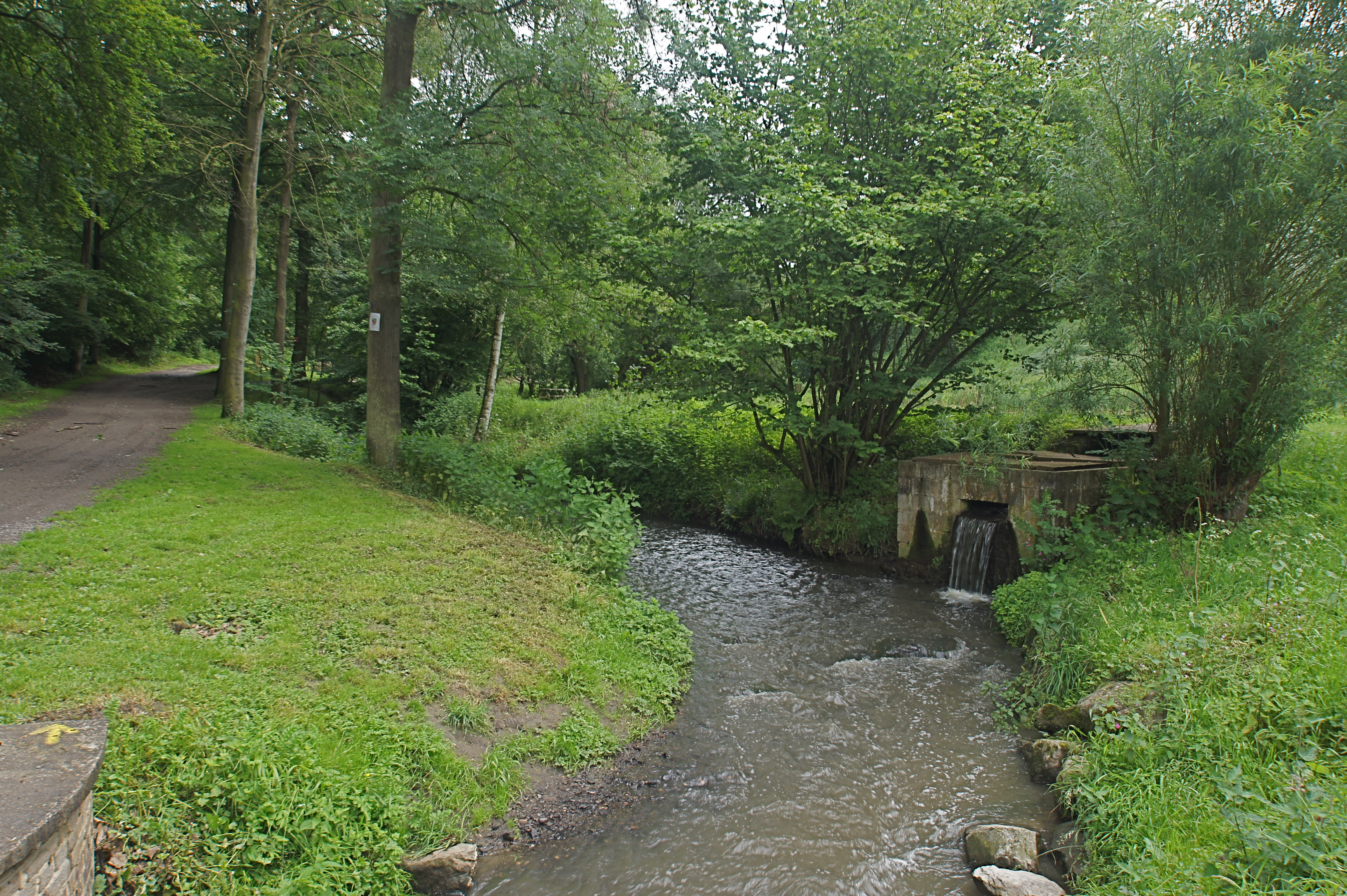
Resclosa de desguàs del segon estany
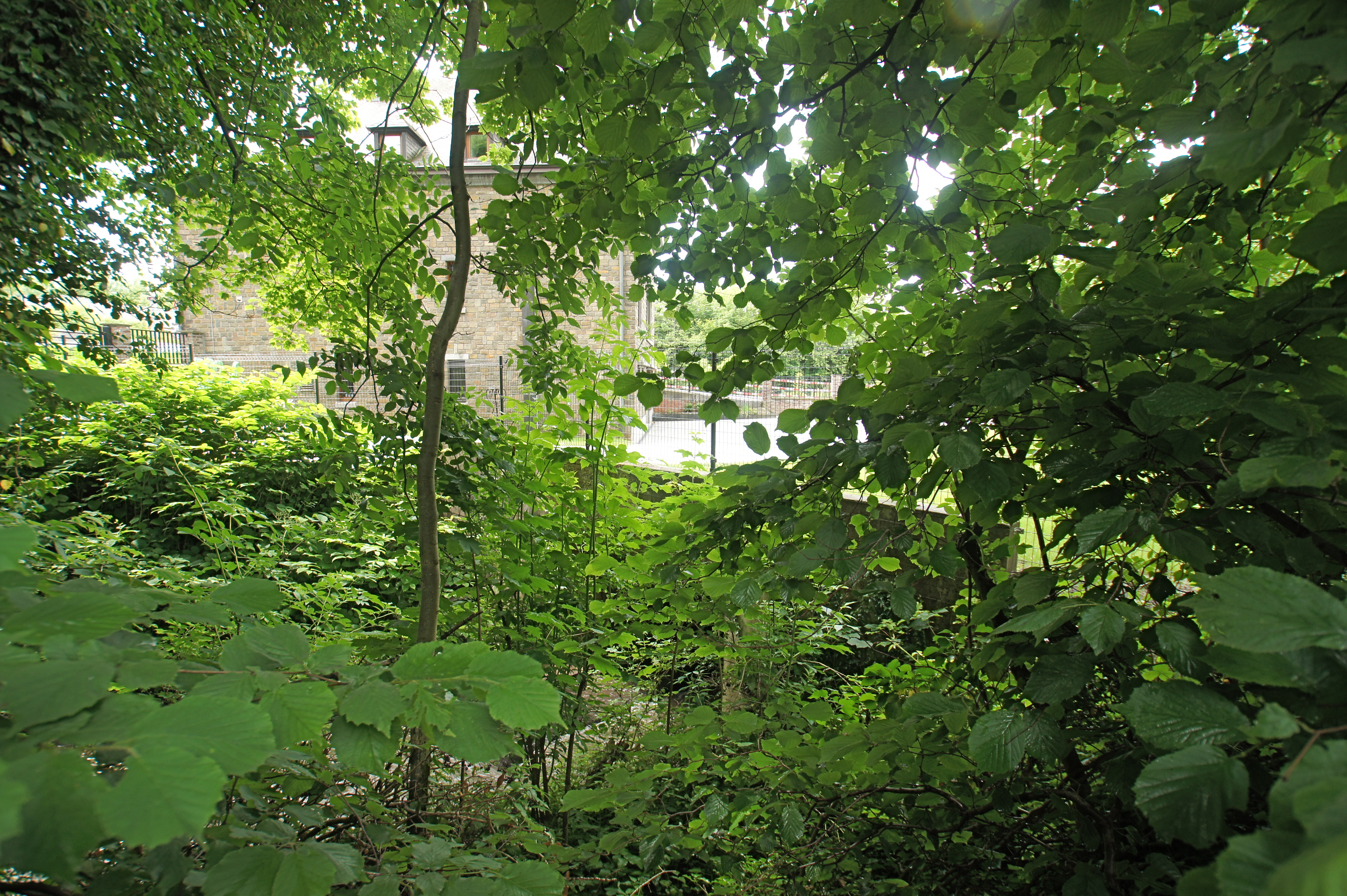
El Julienne a l'endret on desapareix entubat darrere de l'antiga Casa de la Vila d'Argenteau
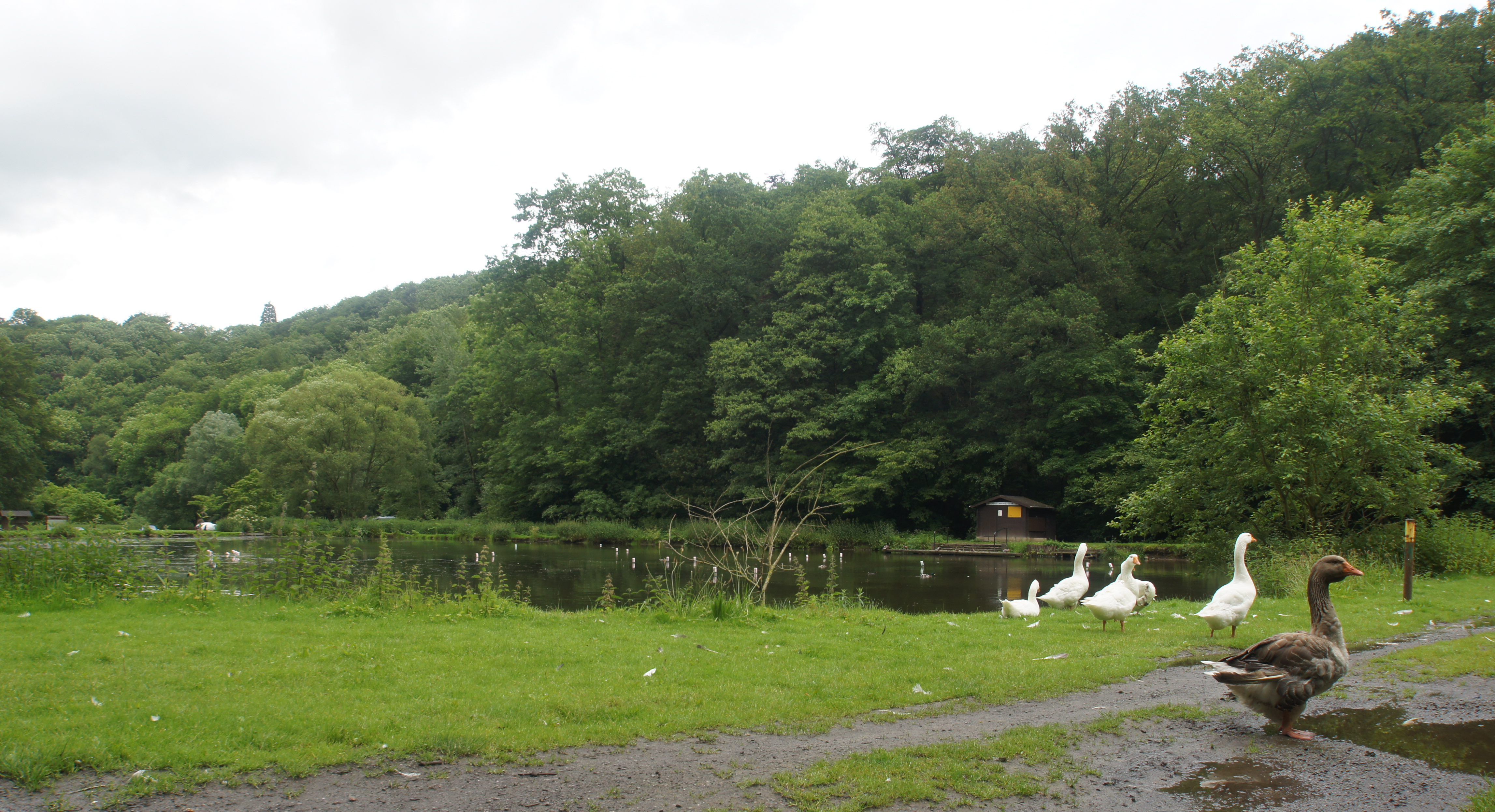
Estany amb oques
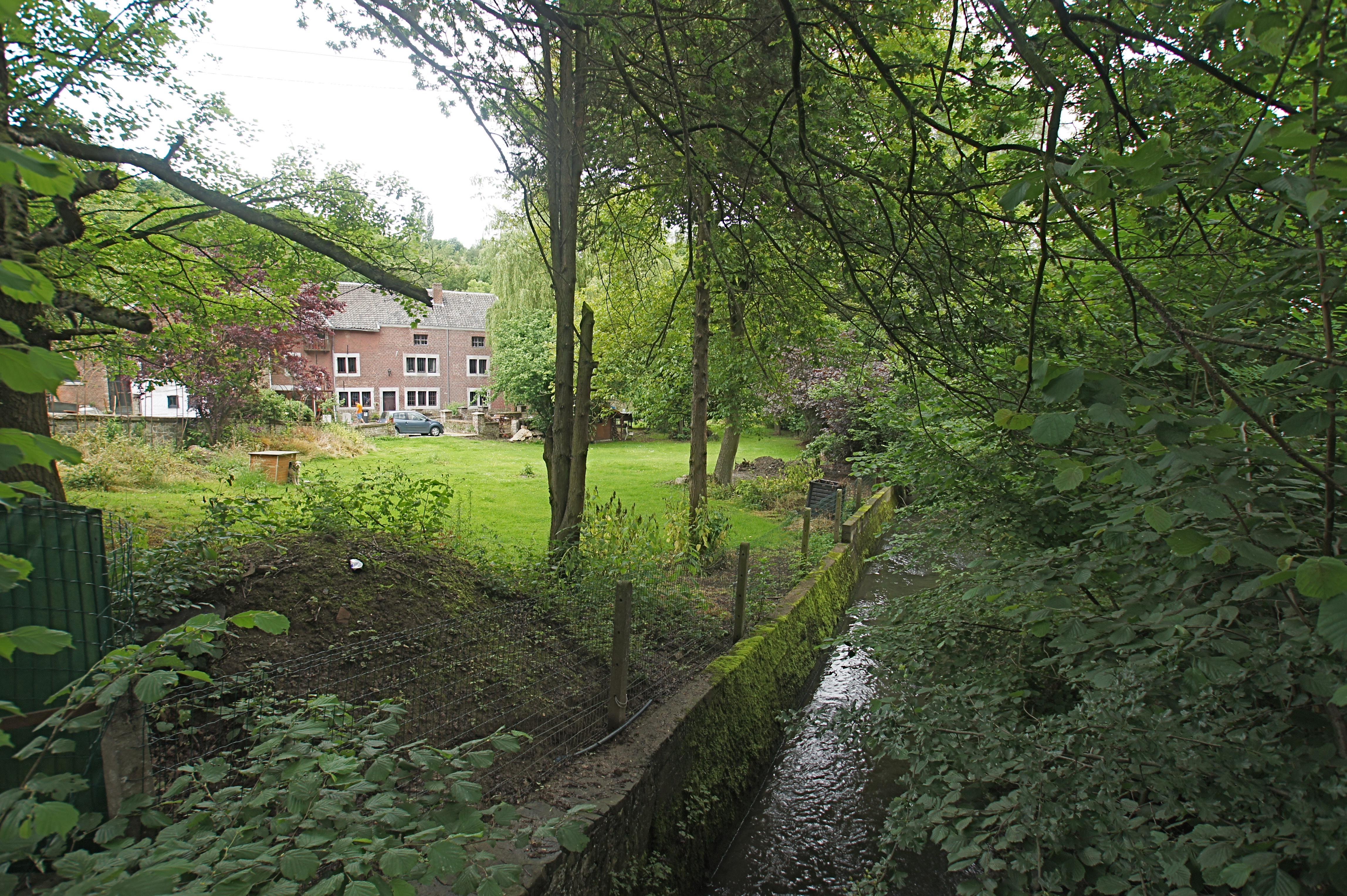
Mas al Julienne a Cheratte (esquerra) a la frontera amb Housse (dreta)